# Edinho Baiano
Edinho Baiano (nacido el 27 de julio de 1967) es un exfutbolista brasileño que se desempeñaba como defensa.
Jugó para clubes como el Vitória, Joinville, Palmeiras, Paraná, Atlético Paranaense, Kyoto Purple Sanga, Coritiba, Avaí, Londrina y Portuguesa Santista.

## Trayectoria

### Clubes
| Club                | País   | Año         |
| ------------------- | ------ | ----------- |
| Vitória             | Brasil | 1988 - 1990 |
| Joinville           | Brasil | 1991        |
| Palmeiras           | Brasil | 1992 - 1993 |
| Paraná              | Brasil | 1994 - 1997 |
| Atlético Paranaense | Brasil | 1998        |
| Vitória             | Brasil | 1999        |
| Kyoto Purple Sanga  | Japón  | 2000        |
| Coritiba            | Brasil | 2001 - 2003 |
| Avaí                | Brasil | 2004        |
| Londrina            | Brasil | 2004        |
| Portuguesa Santista | Brasil | 2005        |